# Janne Broms (1838–1923)
Johan (Janne) Daniel Broms, född den 16 oktober 1838 i Örebro, död den 6 september 1923 i Säterbo församling, Västmanlands län, var en svensk militär. Han var son till Carl Daniel Broms (1797–1839) samt far till Janne Broms (1873–1958).
Broms blev underlöjtnant vid Södermanlands regemente 1862, löjtnant där 1870 och kapten 1879. Han befordrades till major i armén 1891 och beviljades avsked med tillstånd att som kapten kvarstå i regementets reserv samma år. Broms var verkställande direktör i Hjälmare kanal- och slussverksaktiebolag från 1899. Han beviljades avsked ur krigstjänsten 1900. Broms blev riddare av Svärdsorden 1883.
Broms gifte sig 1871 med Sophia Gustava Helling (1841–1911) och blev genom detta gifte delägare i Skogaholms bruk i Närike som 1905 såldes till Aktiebolaget Skyllbergs bruk. De fick tillsammans en dotter och tre söner, däribland militären Janne Broms (1873–1958).